# Newport (Nebraska)
Newport – wieś w Stanach Zjednoczonych, w stanie Nebraska, w hrabstwie Rock.